# Athara (Schiff)
Die Athara ist ein RoPax-Schiff der italienischen Reederei Tirrenia.

## Geschichte
Die Fähre wurde für Tirrenia von der italienischen Werft Fincantieri gebaut. Die Kiellegung des Schiffes erfolgte am 27. Mai 2002, der Stapellauf am 14. Januar 2003. Das Schiff wurde am 18. Juni 2003 abgeliefert und anschließend in Dienst gestellt. Sie bedient die Route zwischen Genua und Olbia bzw. Porto Torres und zwischen Piombino bzw. Civitavecchia und Olbia.

## Ausstattung
An Bord der Athara gibt es verschiedene Restaurants und Vergnügungsmöglichkeiten, wie zum Beispiel ein Kino.

## Schwesterschiffe
Die Athara hat zwei Schwesterschiffe, die Janas von Tirrenia und die Moby Ale Due von Moby Lines.